# Aloe vaombe
Aloe vaombe é uma espécie de liliopsida do gênero Aloe, pertencente à família Asphodelaceae.